# Кіпень
Кіпень (рос. Кипень) — село в Росії, Ломоносовському районі Ленінградської області. Центр Кіпенського сільського поселення. Розташоване поруч із Талліннським шосе вздовж Ропшинського шосе. На захід від села на відстані 11 км по шосе М-11 знаходиться село Чєрємикіно. Кіпень знаходиться за 10 км від міста Красного Сєла і межує з Гатчинським районом.

## Назва
- Кіпень (рос. Кипень) — російська назва.
- Куйппіна (фін. Kuippina) — фінська назва.
- Кіппінг, або Кіппінгсоф (нім. Kippinsghof) — німецька назва XVIII ст[1].

## Географія
Населений пункт розташований на західній околиці міста Санкт-Петербурга.

## Історія
Населений пункт розташований на історичній землі Іжорія.
11 листопада 1711 року в селі помер курляндський герцог Фрідріх-Вільгельм Кеттлер, який повертався зі свого весілля з царівною Анною із Петербурга.
Згідно із законом від 24 грудня 2004 року № 117-оз належить до муніципального утворення Кіпенське сільське поселення.

## Населення
| 1862 | 2002  | 2007  | 2010  |
| ---- | ----- | ----- | ----- |
| 534  | ↗3114 | ↗3378 | ↘3076 |

## Транспорт
В селі існує автобусне сполучення по маршрутам:
- 482 — Санкт-Петербург, автобусна станція «Кіровський завод» — село Шолково (перевізник — ГУП «Пассажиравтотранс»)
- 482А — Санкт-Петербург, автобусна станція «Кіровський завод» — село Черемикіно (перевізник — ГУП «Пассажиравтотранс»)
- 482В — Санкт-Петербург, автобусна станція «Кіровський завод» — село Каськово (перевізник — ГУП «Пассажиравтотранс»)
- 484 — Санкт-Петербург, автобусна станція «Кіровський завод» — село Андреєвка (перевізник — ГУП «Пассажиравтотранс»)
- 484Б — Санкт-Петербург, автобусна станція «Кіровський завод» — село Келозі (перевізник — ГУП «Пассажиравтотранс»)
- К-484 — Санкт-Петербург, станція метро «Кіровський завод» — село Андріївка (перевізник — ХТК «ПітєрАвто»)
- К-632 — Санкт-Петербург, станція метро «Проспект Вєтєранов» — село Терволово, Ленінградська вулиця (перевізник — ЗАО «Таксі-2»)
- К-650А — Санкт-Петербург, станція метро «Проспект Вєтєранов» — село Кіпень, Ропшинське шосе (перевізник — ХТК «ПітєрАвто»)
- К-650Б — Санкт-Петербург, станція метро «Проспект Вєтєранов» — село Кіпень, Нарвське шосе (перевізник — ООО «Транспортная обласная компанія»)